# Blockton
Blockton – miasto w Stanach Zjednoczonych, w stanie Iowa, w hrabstwie Taylor. 

## Demografia
Zgodnie ze spisem statystycznym z 2000, miasto liczyło 192 mieszkańców. W 2023 liczba mieszkańców spadła do 125 osób, a gęstość zaludnienia poniżej 74 osób/km².